# Matthew Settle
Jeffrey Matthew Settle (ur. 17 września 1969 w Hickory) – amerykański aktor filmowy i telewizyjny, muzyk, najlepiej znany jako Rufus Humphrey z serialu Plotkara.

## Życiorys
Urodził się w Hickory w stanie Karoliny Północnej jako najmłodszy z sześciorga dzieci Joan i doktora Roberta Settle, pastora-kaznodziei-baptysty. Ma dwie siostry i trzech braci. Kiedy miał czternaście lat, jego rodzina przeprowadziła się do Sevierville, w stanie Tennessee. W 1988 osiedlił się w Nowym Jorku, gdzie grał z zespole rockowym. Został zauważony przez znanego prawnika i producenta, Jaya Juliena, i uzyskał stypendium w szkole aktorskiej. Uczył się aktorstwa i dorabiał sprzedając owoce morza.
Zadebiutował na małym ekranie w westernie telewizyjnym Shaughnessy (1996) u boku Lindy Kozlowski i Bo Hopkinsa jako irlandzki emigrant Tommy Shaughnessy. Po raz pierwszy zagrał na kinowym ekranie w horrorze sequelu Koszmar następnego lata (I Still Know What You Did Last Summer, 1998) z Jennifer Love Hewitt i Brandy.
Wystąpił w dreszczowcu Krąg wtajemniczonych (The In Crowd, 2000) z Susan Ward jako uczelniany tenisista. Sławę wśród telewidzów zyskał rolą kapitana Ronalda Speirsa w miniserialu HBO Kompania braci (Band of Brothers, 2001).
Pojawił się gościnnie w serialach: NBC Ostry dyżur (ER, 2002) i CBS CSI: Kryminalne zagadki Miami (CSI: Miami, 2003). Wcielił się w postać Warrena Beatty w biograficznym dramacie telewizyjnym ABC Petera Bogdanovicha Tajemnice Natalie Wood (The Mystery of Natalie Wood, 2004).
Od 2007 do 2012 roku występował w serialu Plotkara jako Rufus Humphrey, ojciec Dana (Penn Badgley) i Jenny (Taylor Momsen).
W 2007 Settle ujawnił, że w lipcu 2006, W wieku 37 lat, poślubił aktorkę i modelkę Naamę Nativ, z którą ma córkę (ur. 2009). Para rozwiodła się 10 maja 2011.

## Filmografia

### filmy fabularne
- 1996: Shaughnessy (TV) jako Tommy Shaughnessy
- 1998: Koszmar następnego lata (I Still Know What You Did Last Summer) jako Will Benson
- 2000: U-571 jako Ensign Keith Larson
- 2000: Krąg wtajemniczonych (The In Crowd) jako Matt Curtis
- 2002: Boskie sekrety siostrzanego stowarzyszenia Ya-Ya jako porucznik Jack Whitman
- 2004: Tajemnice Natalie Wood (The Mystery of Natalie Wood, TV) jako Warren Beatty
- 2006: Niebiańska przepowiednia jako John
- 2011: Tajna agentka (So Undercover) jako profesor Talloway

### seriale TV
- 2001: Kompania braci (Band of Brothers) jako kpt. Ronald Speirs
- 2002: Ostry dyżur (ER) jako Brian Westlake
- 2003: Kancelaria adwokacka (The Practice) jako Russell Bakey
- 2003: CSI: Kryminalne zagadki Miami (CSI: Miami) jako Art Pickering
- 2005: Prawo i porządek: sekcja specjalna jako Jackson Zane
- 2006: Bracia i siostry jako Jonathan Sellers
- 2007-2012: Plotkara (Gossip Girl) jako Rufus Humphrey
- 2016: Zabójcze umysły: poza granicami jako Daniel Wolf